# راكدة غريمونتية
راكدة غريمونتية (الاسم العلمي: Acinetobacter grimontii) هي نوع من البكتيريا يتبع جنس الراكدة من الفصيلة الموراكسيلية.